# Parafia Wniebowzięcia Najświętszej Maryi Panny w Bagnie
Parafia Wniebowzięcia Najświętszej Maryi Panny w Bagnie znajduje się w dekanacie Brzeg Dolny w archidiecezji wrocławskiej.  Jej proboszczem jest ks. Artur Kochmański SDS, duszpasterz:  ks. Michał Gołębiewski SDS (katecheta). Obsługiwana przez Salwatorianów. Erygowana w 1945. Adres: Bagno, ul. Ziołowa 36.

## Proboszczowie
- ks. Franciszek Liguda 1735- ,
- ks. Piotr Volkmer 1799,
- ks. Dominik Alsch -1836,
- ks. Emanuel Stephan 1837-1840,
- ks. Augustyn Seliger 1840-1845,
- ks. Augustyn Zenker 1845-1889,
- ks. Joseph Kothe 1889-1895,
- ks. Jan Thiel 1895-1902,
- ks. Robert Hauke 1902-1909,
- ks. Walter Gröschner 1909-1925,
- ks. Bernhard Heptner 1925-1945,
- ks. Tomasz Klimas 1945-52,
- ks. Korneliusz Grabek 1952-53,
- ks. Gabriel Niesłony 1953-57,
- ks. Augustyn Promiński 1957-71,
- ks. Stanisław Moździerz 1971-81,
- ks. Czesław Idzik 1981-84,
- ks. Krzysztof Seweryn 1984-87,
- ks. Tadeusz Koncewicz 1987-1990,
- ks. Piotr Mazurek 1990-98,
- ks. Benon Hojeński 1998-2011.
- ks. Grzegorz Skałecki 2011-2022
- ks. Artur Kochmański 2022-

Kościoły i kaplice filialne
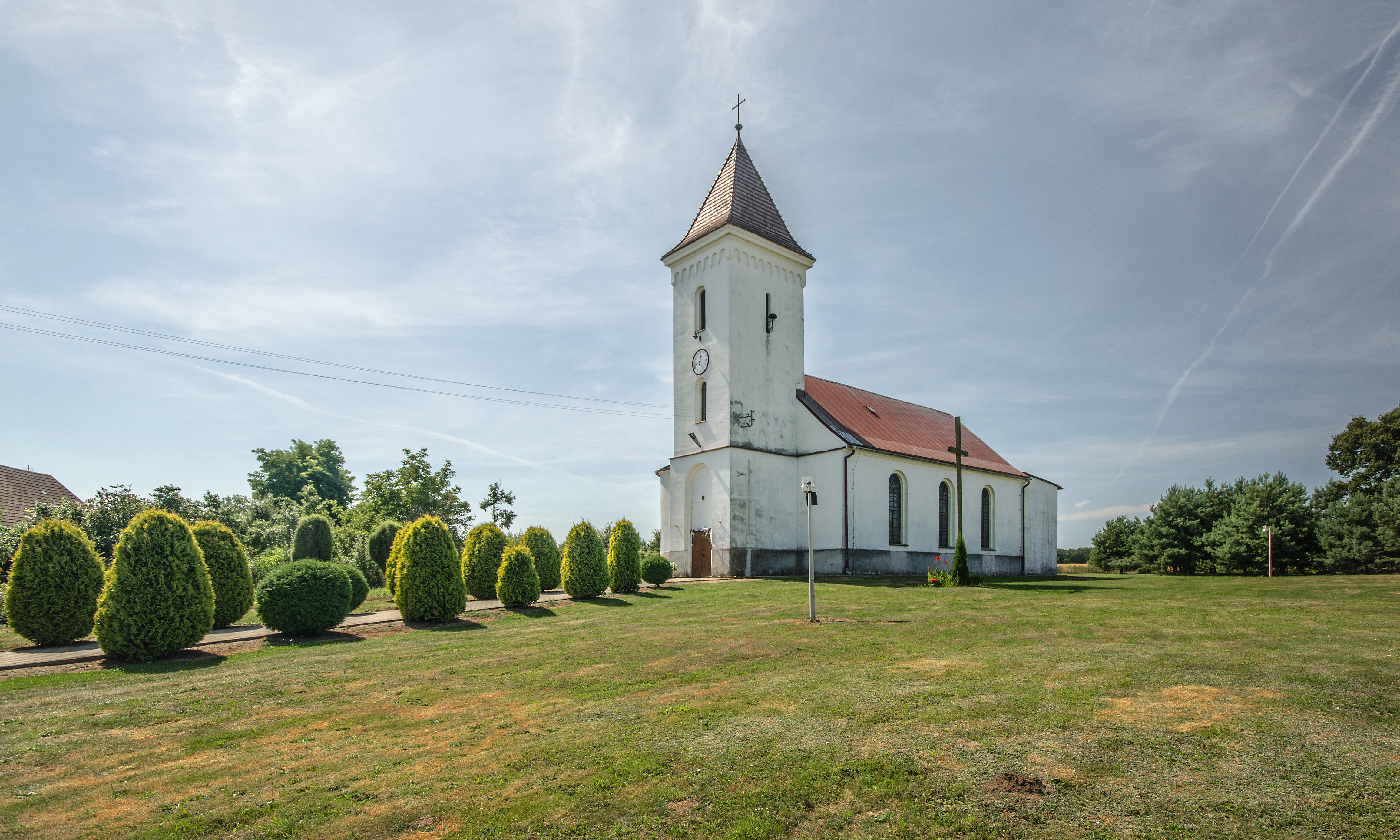
Kościół Matki Bożej Częstochowskiej w Wielkiej Lipie
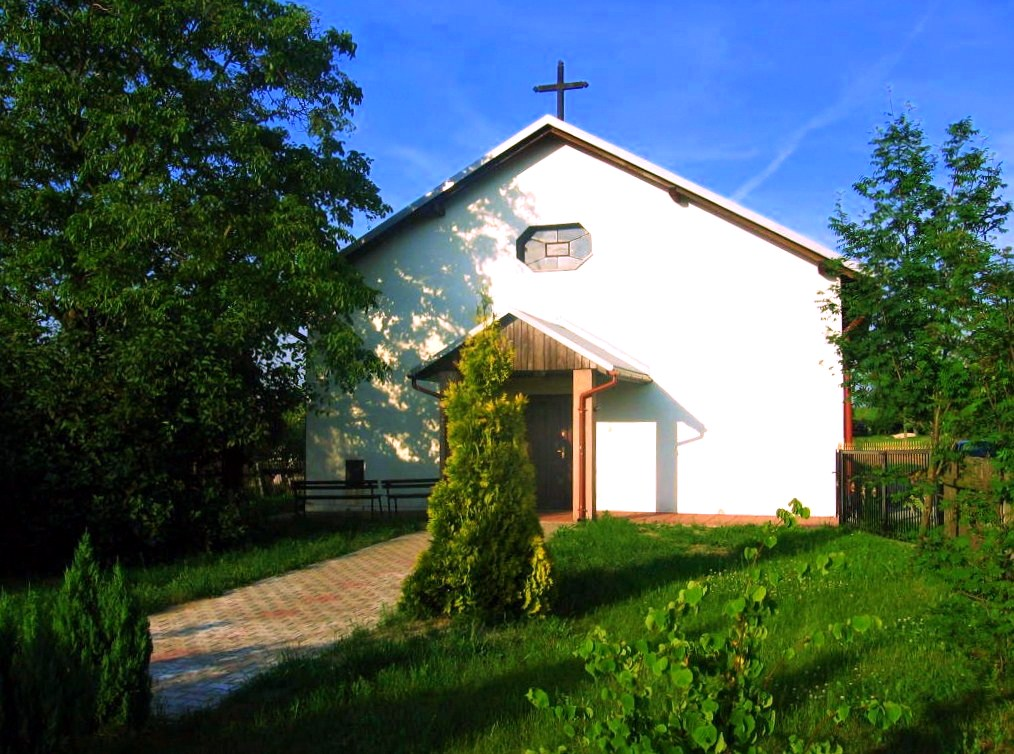
Kaplica św. Józefa w Osolinie
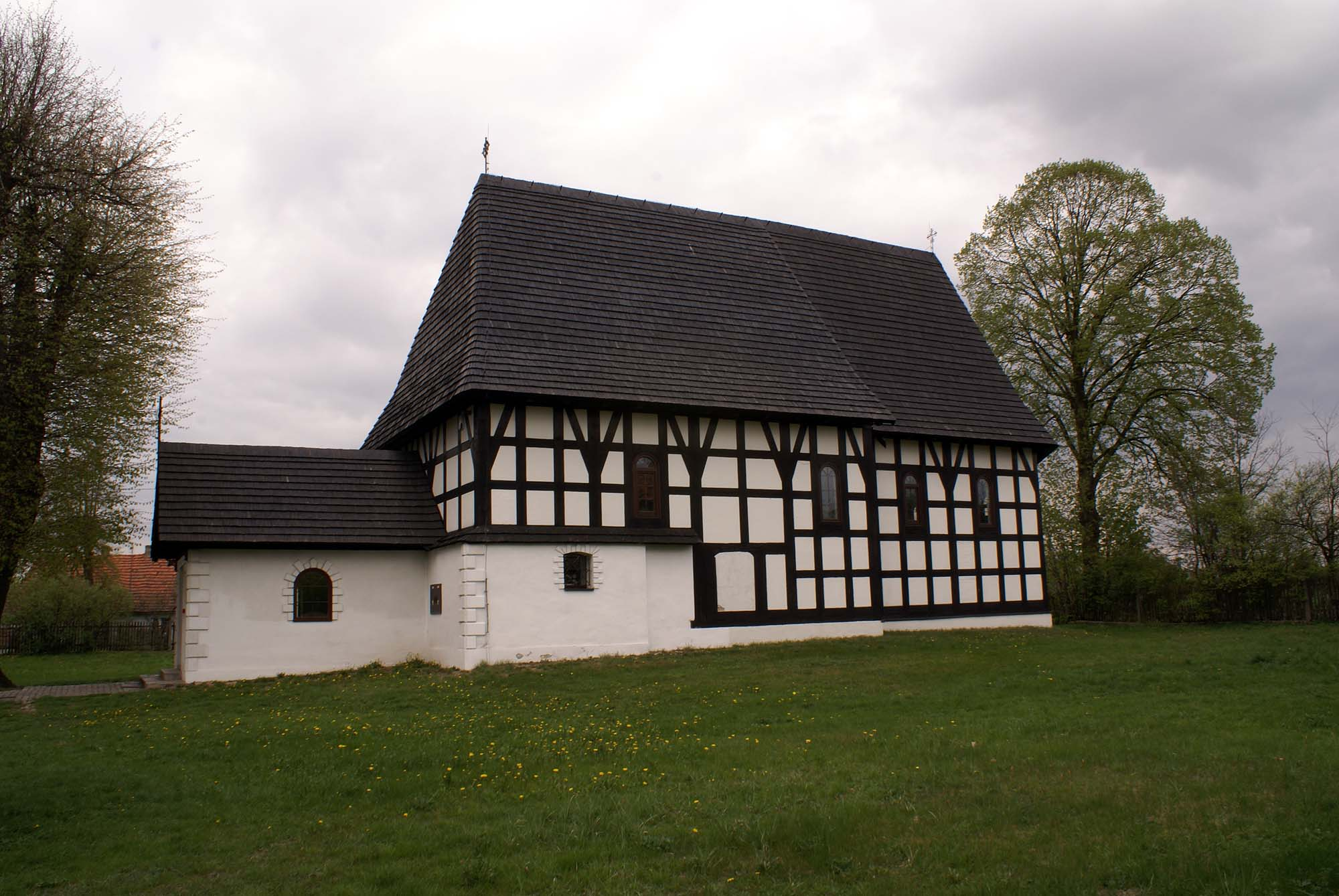
Kościół Najświętszego Serca Pana Jezusa w Godzięcinie
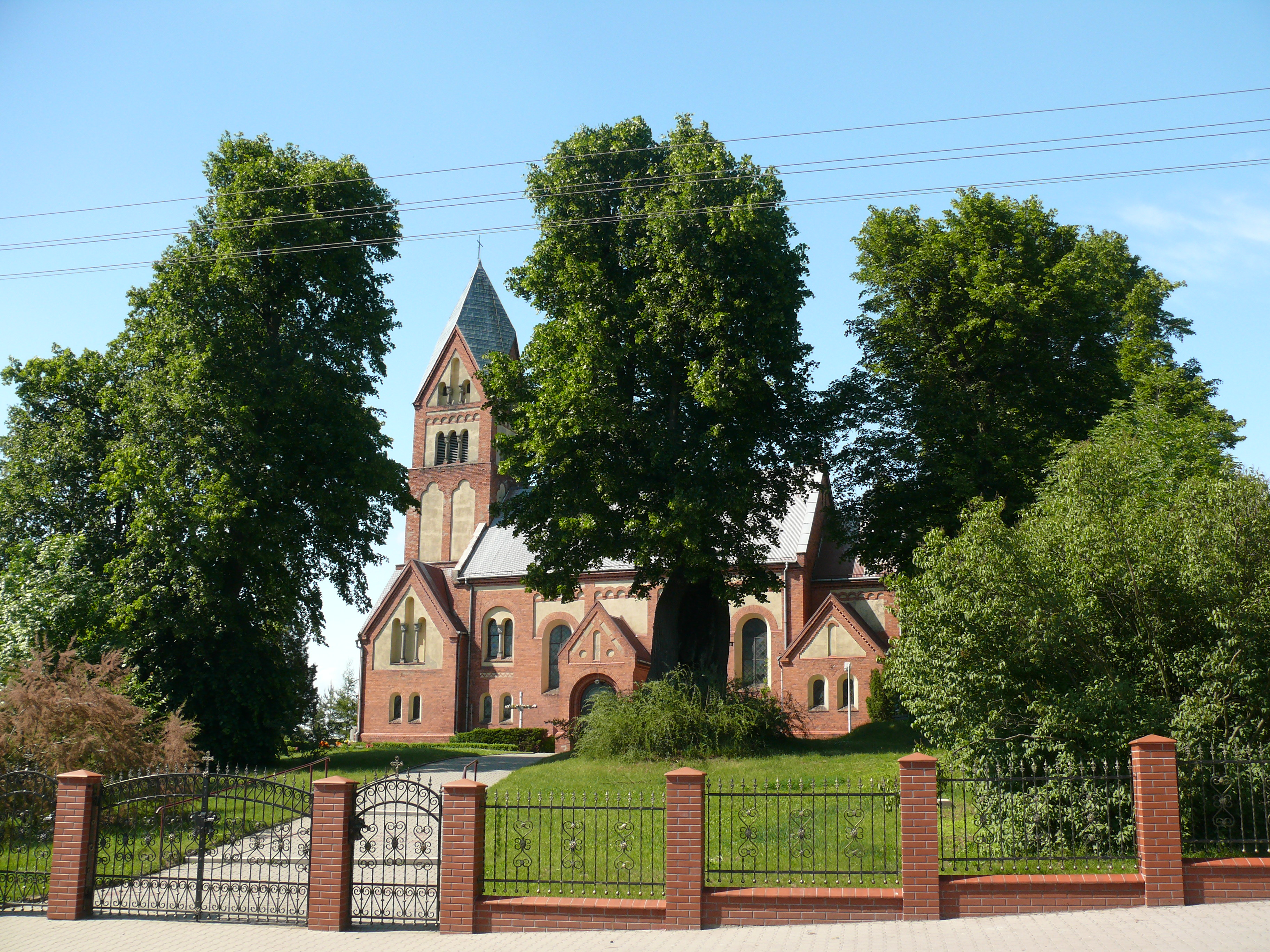
Kościół parafialny Wniebowzięcia NMP w Bagnie